# Jan Wojnar (1820–1896)
Jan Alojzy Wojnar (ur. 1820, zm. 1894) – śląski chłop-bibliofil, organista.
Żył i działał we wsi Jabłonków na Śląsku Cieszyńskim. Zgromadził tam prywatną biblioteczkę, którą uważał za "skarb największy"; wszystkie posiadane książki oprawiał w identyczne drewniane okładziny. Zbierał także teksty modlitw i psalmów, które własnoręcznie przepisywał i oprawiał. Trzy takie tomy (jeden z wyrytym na grzbiecie rokiem 1858), pod wspólnym tytułem Rozmaite modlitwy i pieśni, także rozmyślania z różnych morawskich i krakowskich książek wypisane przez Jana Wojnara, zostały przekazane przed 1936 do muzeum w Cieszynie przez wnuka ich twórcy, również Jana Wojnara, mieszkającego w Górkach Małych.